# Dendropanax amplifolius
Dendropanax amplifolius är en araliaväxtart som först beskrevs av Ivan Murray Johnston, och fick sitt nu gällande namn av David Frodin. Dendropanax amplifolius ingår i släktet Dendropanax och familjen Araliaceae. Inga underarter finns listade.